# Accinctapubes amplissima
Accinctapubes amplissima is een vlinder uit de familie van de snuitmotten (Pyralidae). De wetenschappelijke naam van de soort is voor het eerst geldig gepubliceerd in 2003 door Solis & Styer.
De voorvleugellengte van de vlinder is 1,7 tot 1,9 cm. De soort komt voor in Costa Rica en is aangetroffen op hoogtes boven de 2400 meter boven zeeniveau.